# シムハ・バルビロ
シムハ・バルビロ （本名：ヘブライ語：שמחה ברבירו、英語表記：Simcha Barbiro, 1967年4月27日 - ) は イスラエルの俳優、男性声優。

## 人物
1991年、ベイトツヴィー演技学校で卒業。1990年代以降、イスラエルの声優として数々のテレビアニメや劇場映画で吹き替えを大活躍している一人。またテレビや舞台やラジオCMでも活躍する。
声優における代表作は 『リロ・アンド・スティッチ (TV以降)』シリーズのスティッチ/ハムスターヴィール博士、 『マダガスカル シリーズ』のモート、『バットマン』のハーベイ・ブロック刑事、『ドラゴンボールシリーズ』のクリリンとフリーザなど。
ヨニ・ヘンに声質が近いであり、ルーニー・テューンズ のシルベスター・キャットやエルマー・ファッド役を引き継いた。
また、2007年に声優活動を休止したギオラ・ケネスにもフォスターズ・ホームとアトミック・ベティで持ち役を引き継いた。
ヨラム・ヨセフスベルグとは親友であり、声優活動で共演するが多い。

## 出演作品

### テレビアニメ
- アドベンチャー・タイム (アイスキング、他数)
- アトミック・ベティ (ミニマス (二代目))
- アニマニアックス (Dr. スクラッチャンスニフ、ラント、他数)
- アメリカン・ドラゴン (ラオ・シー)
- ウィッチ -W.I.T.C.H.- (役名表記なし)
- ウォーリーをさがせ! (ナレーター)
- オーバン・スターレーサーズ (役名表記なし)
- カーズトゥーン メーターの世界つくり話 (役名表記なし)
- 怪奇ゾーン グラビティフォールズ (役名表記なし)
- きかんしゃトーマス (ナレーター (初代))
- クリーピー (ナット (二代目)、他数)
- ケロロ軍曹 (ドロロ兵長、西澤梅雄、吉岡平正義 (シーズン2のみ)、他数)
- ごきげん ジミー! (役名表記なし)
- 古代王者 恐竜キング Dキッズ・アドベンチャー 翼竜伝説 (役名表記なし)
- ザ・ペンギンズ from マダガスカル (モート、バート、局員X、他数)
- ジャッキー・チェン・アドベンチャー (ハク・フー、シー・ウー、モンキー・キング)
- ジャングル・ジョージ ザ・シリーズ (トゥーキートゥーキー、ナレーター、他数)
- スーパー・ロボット・モンキー・チーム・ハイパーフォース GO! (ギブソン)
- 太極千字文 (ガルニア)
- タイニー・トゥーンズ (ゴーゴー・ドードー)
- タンタンの冒険旅行 (役名表記なし)
- 超ロボット生命体 トランスフォーマー プライム (スタースクリーム)
- デュエル・マスターズ (役名表記なし)
- トータリー・スパイズ! (役名表記なし)
- ドラゴンボールシリーズ
  - ドラゴンボールZ (クリリン、ミスター・ポポ、フリーザ、大界王 (代役))
  - ドラゴンボールZ たったひとりの最終決戦～フリーザに挑んだZ戦士 孫悟空の父～ (フリーザ)
  - ドラゴンボールZ 絶望への反抗!!残された超戦士・悟飯とトランクス (クリリン)
  - ドラゴンボールGT (クリリン、ミスター・ポポ、シュウ、レジック、フリーザ、七星龍、妖魔王 (番外編))
  - ドラゴンボール超 (クリリン、シュウ、フリーザ)
- トムとジェリーキッズ  (役名表記なし)
- バットマンシリーズ
  - バットマン (ハーベイ・ブロック刑事)
  - バットマン:ブレイブ&ボールド (グリーンアロー (シーズン1)、オマック、ウージー・ウィンクス、キロウォグ (シーズン2)、デティクティブ・チンプ、ドクター・ミッドナイト 、鉛、アンクル・サム、バットボーイ、ウォン・フェイ、サルダース、ワトソン医師、クロックキング、フェリックス・ファウスト、ベイビー・フェイス (初代)、ブルーボウマン、ソロモン・グランディ、ベイン、マンバット、クルール、キャットマン、ブロックバスター、ラーズ・アル・グール、ドクター・シヴァナ、プロフェッサー・ズーム、テンアイド・マン、他数)
- ピンキー&ブレイン (役名表記なし)
- フォスターズ・ホーム (ミスター・ヘリマン (二代目)、他数)
- ベン10シリーズ
  - ベン10 (役名表記なし)
  - ベン10 エイリアンフォース (ヒューモンガソー、ブレインストーム (二代目)、パラドックス)
  - ベン10 アルティメットエイリアン (ヒューモンガソー、ブレインストーム、パラドックス)
- ペット・エイリアン (ディンコ (二代目))
- Mr.MENショー (コチョコチョくん、がんこくん)
- ミッキーマウス クラブハウス (ルードヴィヒ・フォン・ドレイク、他数)
- ミュータント・タートルズ (1987年版) (バーノン (二代目)、他数)
- ラマだった王様 学校へ行こう! (クロンク)
- リロ アンド スティッチ ザ・シリーズ (スティッチ、ハムスターヴィール博士、ラオ・シー、他数)
  - スティッチ! (スティッチ、ハムスターヴィール博士、他数)
  - スティッチ! ～いたずらエイリアンの大冒険～ (スティッチ、ハムスターヴィール博士、他数)
- ルーニー・テューンズ (シルベスター・キャット (二代目/TV版のみ)、エルマー・ファッド (二代目/第一期DVD版まで)、他数) 
  - シルベスター&トゥイーティーミステリー (シルベスター・キャット)
- ルビー・グルーム (スケアディ)
- ONE PIECE (ヘルメッポ、ジャンゴ、スモーカー、ジョニー、他数)

### 劇場版アニメ
- アイス・エイジ (役名表記なし)
- ATOM (ゾグ、ヒゲおやじ)
- アングリーバード (チャック)
- ウォーリー (役名表記なし)
- カーズ (ルイジ)
- カーズ2 (ルイジ)
- カールじいさんの空飛ぶ家 (ガンマ)
- 怪盗グルーのミニオン危機一発 (フロイド・イーグル・サン)
- ガフールの伝説 (エキドナ (予告編のみ))
- カンフー・パンダ (役名表記なし)
- くもりときどきミートボール (役名表記なし)
- ザ・シンプソンズ MOVIE (モー、アープー、ウィガム署長、コミックブックガイ、他数)
- サーフズ・アップ (役名表記なし)
- シュレック2 (クッキーマン)
- シュレック3 (クッキーマン)
- シュレック フォーエバー  (クッキーマン、ランプルスティルスキン)
- シンドバッド 7つの海の伝説 (ラット)
- スター・ウォーズ/クローン・ウォーズ (ズィロ・ザ・ハット)
- スポンジ・ボブ/スクエアパンツ ザ・ムービー (役名表記なし)
- 千と千尋の神隠し (役名表記なし)
- タンタンの冒険/ユニコーン号の秘密 (デュポン)
- チキン・リトル (エイリアンの警官)
- TMNT (ガトー)
- ティンカー・ベル (クランク、秋の大臣)
- とび★うおーず (役名表記なし)
- ドラゴンボール劇場版シリーズ
  - ドラゴンボール 神龍の伝説 (グルメス大王)
  - ドラゴンボール 魔神城のねむり姫 (クリリン)
  - ドラゴンボール 摩訶不思議大冒険 (クリリン)
  - ドラゴンボールZ (クリリン)
  - ドラゴンボールZ この世で一番強いヤツ (クリリン)
  - ドラゴンボールZ 地球まるごと超決戦 (クリリン)
  - ドラゴンボールZ 超サイヤ人だ孫悟空 (クリリン)
  - ドラゴンボールZ とびっきりの最強対最強 (クリリン、フリーザ)
  - ドラゴンボールZ 激突!!100億パワーの戦士たち (クリリン、ミスター・ポポ)
  - ドラゴンボールZ 極限バトル!!三大超サイヤ人 (クリリン)
  - ドラゴンボールZ 燃えつきろ!!熱戦・烈戦・超激戦 (クリリン、試験官)
  - ドラゴンボールZ 銀河ギリギリ!!ぶっちぎりの凄い奴 (クリリン、ゴクア)
  - ドラゴンボールZ 危険なふたり!超戦士はねむれない (クリリン)
  - ドラゴンボールZ 超戦士撃破!!勝つのはオレだ (クリリン)
  - ドラゴンボールZ 復活のフュージョン!!悟空とベジータ (フリーザ)
  - ドラゴンボールZ 龍拳爆発!!悟空がやらねば誰がやる (クリリン)
- 長ぐつをはいたネコ (役名表記なし)
- ニセものバズがやって来た (役名表記なし)
- ねずみの騎士デスペローの物語 (ボルド)
- バーンヤード (ピップ)
- ハウルの動く城 (役名表記なし)
- バグズ・ライフ (役名表記なし)
- バットマン/マスク・オブ・ファンタズム (ハーベイ・ブロック刑事)
- ハッピー フィート2 踊るペンギンレスキュー隊 (役名表記なし)
- ビー・ムービー (役名表記なし)
- ビアンカの大冒険 (スヌープス、フクロウ)
- ファインディング・ドリー (ラダー、ジャック)
- プレーンズ (フランツ/フリーゲンホーセン)
  - プレーンズ2/ファイアー&レスキュー (ジャマー)
- ホートン/ふしぎな世界のダレダーレ (歯科医師)
- ボルト (ライノ)
- マウス・タウン ロディとリタの大冒険 (役名表記なし)
- マダガスカル  (モート)
- マダガスカル2 (モート、リコー)
- マダガスカル3 (モート、ステファノ)
- ペンギンズ FROM マダガスカル (モート)
- ミニオンズ (VNCスポークスマン)
- メガマインド (スコット)
- メリー・ポピンズ (役名表記なし (アニメ部分))
- モンスターVSエイリアン (ギャラクサー)
- モンスターズ・ユニバーシティ (役名表記なし)
- ラグラッツ・ムービー (アンドリュー"ドリュー"ピクルス、他数)
- ルーニー・テューンズ:バック・イン・アクション (エルマー・ファッド (アニメ部分))
- レミーのおいしいレストラン (スキナー)

### OVA
- スチュアート・リトル3 森の仲間と大冒険 (ビッケル)
- ダグの特別な一日 (ガンマ)
- ティンカー・ベルと月の石 (クランク、秋の大臣)
- ティンカー・ベルと妖精の家 (クランク、運転手)
- トムとジェリーのくるみ割り人形 (トム、他数)
- バットマン・ザ・フューチャー　蘇ったジョーカー (ボング)
- リトルフット2/赤ちゃん恐竜の大冒険 (ピートリー)
- リトル・マーメイドII Return to The Sea (ティップ)

### テレビ
- シャーペイのファビュラス・アドベンチャー (ゴンザレス夫、サウンド・エンジニア)

### 実写
- アーサーとミニモイの不思議な国 (ダルコス)
  - アーサーと魔王マルタザールの逆襲 (役名表記なし)
  - アーサーとふたつの世界の決戦 (ダルコス)
- ガーフィールド (役名表記なし)
- ウォーター・ホース (ヴォムスリー)
- エンバー 失われた光の物語 (バートン)
- きかんしゃトーマス 魔法の線路 (トーマス)
- キャッツ & ドッグス 地球最大の肉球大戦争 (役名表記なし)
- ザ・マペッツ (ゴンゾ)
- 幸せの1ページ (役名表記なし)
- 白雪姫と鏡の女王 (ブライトン)
- シンデレラ (役名表記なし)
- スチュアート・リトル (ラッキー)
- スクービー・ドゥー2 モンスターパニック (役名表記なし)
- スパイダーウィックの謎 (役名表記なし)
- スピード・レーサー (ミスター・武者、ジャック・“キャノンボール”・テイラー、アナウンサー)
- ハットしてキャット (役名表記なし)
- ピーター・パン (海賊)
- ビバリーヒルズ・チワワ (役名表記なし)
- フリー・ウィリー (ダイアル)
- 魔法にかけられて (役名表記なし)
- レーシング・ストライプス (グース)